# Cachuela
La cachuela, también conocida como refrito, picadillo, caldillo o menudillo, es un producto típico de Extremadura, originario de la provincia de Badajoz pero consumido también en Cáceres. Consiste en hígado de cerdo frito en manteca de cerdo con ajo, pimentón y otros condimentos como el comino, la pimienta negra o el laurel. Todo el conjunto se machaca o se tritura al final de la elaboración, para conseguir una textura densa y untable.
Su nombre es una derivación fonética de la cazuela (recipiente donde originalmente se cocinaba el producto).

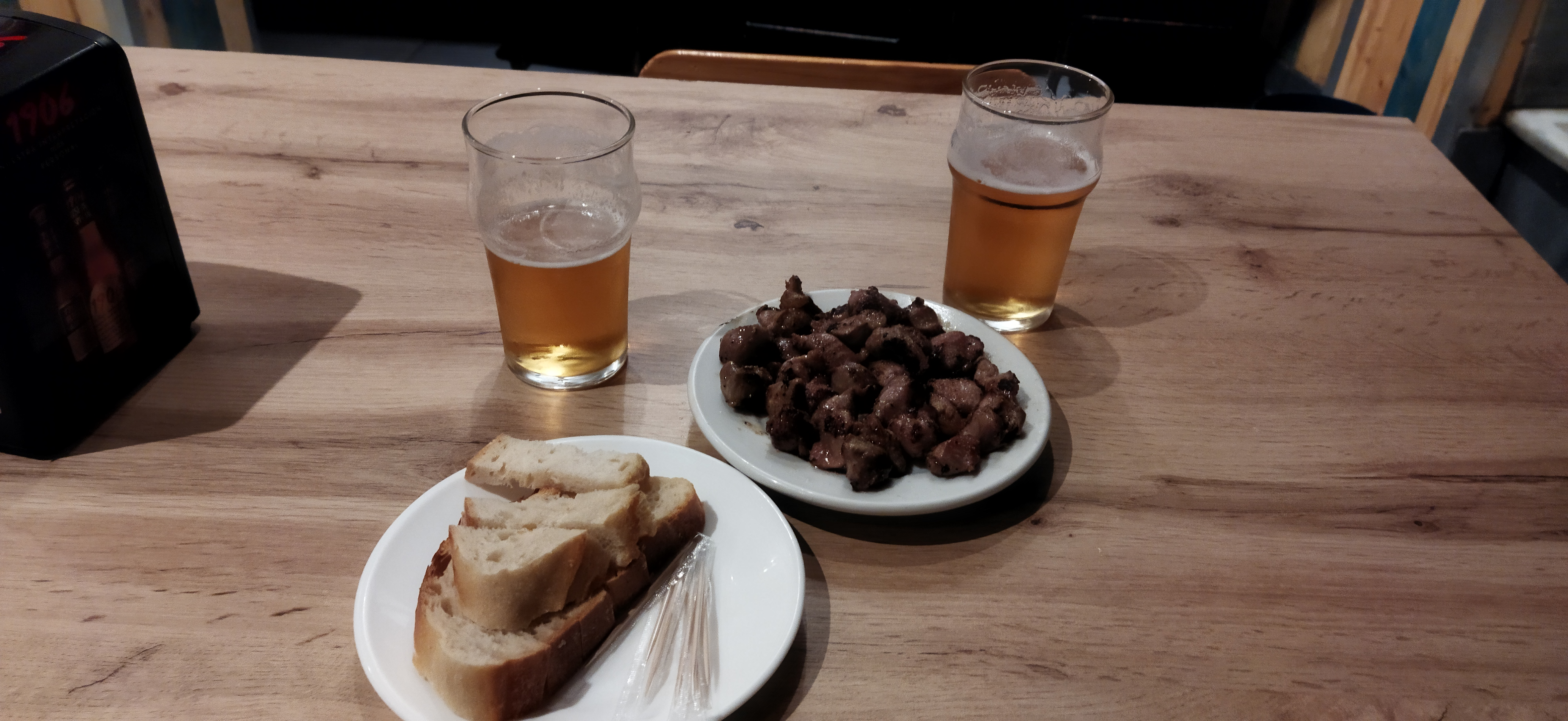
Cachuelas del Bar Bayadoliz en Zamora

En la provincia de Zamora, en cambio, se denomina "cachuelas" a las mollejas de pollo, siendo una tapa típica en los bares y, a su vez, "mollejas" a unas glándulas que tienen los rumiantes jóvenes.

## Servir
La cachuela se consume untada en las tostadas como un paté, que recuerda por su aspecto a la manteca colorá de Andalucía. Se vende en tarrinas en las que se aprecia cómo el hígado (los llamados peces) se queda en el fondo de la tarrina y en la parte superior queda solidificada la manteca de cerdo.
Si el hígado de cerdo no está molido, sino que se conserva en trozos grandes y visibles, al producto resultante se le denomina caldillo, en lugar de cachuela.